# Bargal
 (septembre 2013).
Si vous disposez d'ouvrages ou d'articles de référence ou si vous connaissez des sites web de qualité traitant du thème abordé ici, merci de compléter l'article en donnant les références utiles à sa vérifiabilité et en les liant à la section « Notes et références ».
Bargal (en somali : Baargaal) est une ville de Somalie située dans la province de Bari. La ville compterait environ 10 000 habitants même s'il est difficile de faire des approximations à cause de la guerre déchirant la Somalie. Bargal est principalement peuplée par des membres de l'ethnie Ibrahim-abdi samad et Yonis-abdi samad.

## Repères géographiques
La ville est située à proximité du Cap Gardafui, non loin de l'archipel de Socotra et du Yémen. Sa position stratégique, non loin du Golfe d'Aden, a permis à ses habitants de développer la piraterie, seule activité permettant encore à la population locale de vivre convenablement.

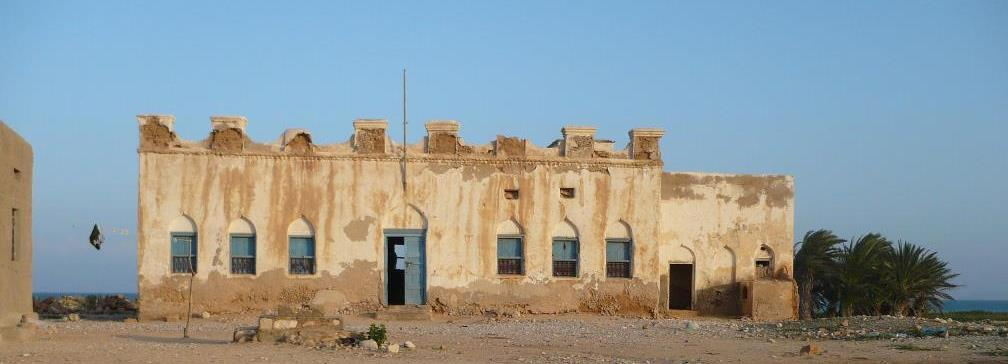
Ruines de la résidence Boqor Cismaan Maxammuds

## Économie
La population locale tire plus de 90 % de sa richesse de la pêche et Frankincense et du dattier, l'agriculture y étant quasi inexistante.

## Climat
Le climat des terres environnant Bargal est trop aride pour permettre le développement de l'agriculture.

## Les batailles de Bargal
Baargaal a connu une guerre à l'époque de la colonisation des italiens cette guerre a couté la vie des civils et une dizaine de soldats de la colonisation.
La ville a d'ailleurs été le théâtre d'un conflit dévastateur en juin 2007 : la bataille de Bargal qui opposa les milices islamistes indépendantistes qui dominent le district de Bari depuis quelques années aux armées somalienne et américaine.